# 5e étape du Tour de France 2008
Pour un article plus général, voir Tour de France 2008.
La 5e étape du Tour de France 2008 s'est déroulée le 9 juillet. Le parcours de 232 kilomètres reliait Cholet à Châteauroux.

## Profil de l'étape
Longue de 232 km, cette étape de plaine en Cholet et Châteauroux est la plus longue du Tour 2008. Cinq départements sont traversés : le Maine-et-Loire, les Deux-Sèvres, la Vienne, l'Indre-et-Loire et l'Indre. Les trois sprints intermédiaires sont situés à Argenton-les-Vallées (km 33,5), Richelieu (km 98,5) et Mézières-en-Brenne (km 190,5). Le parcours ne comprend aucune côte référencée au classement de la montagne.

## La course

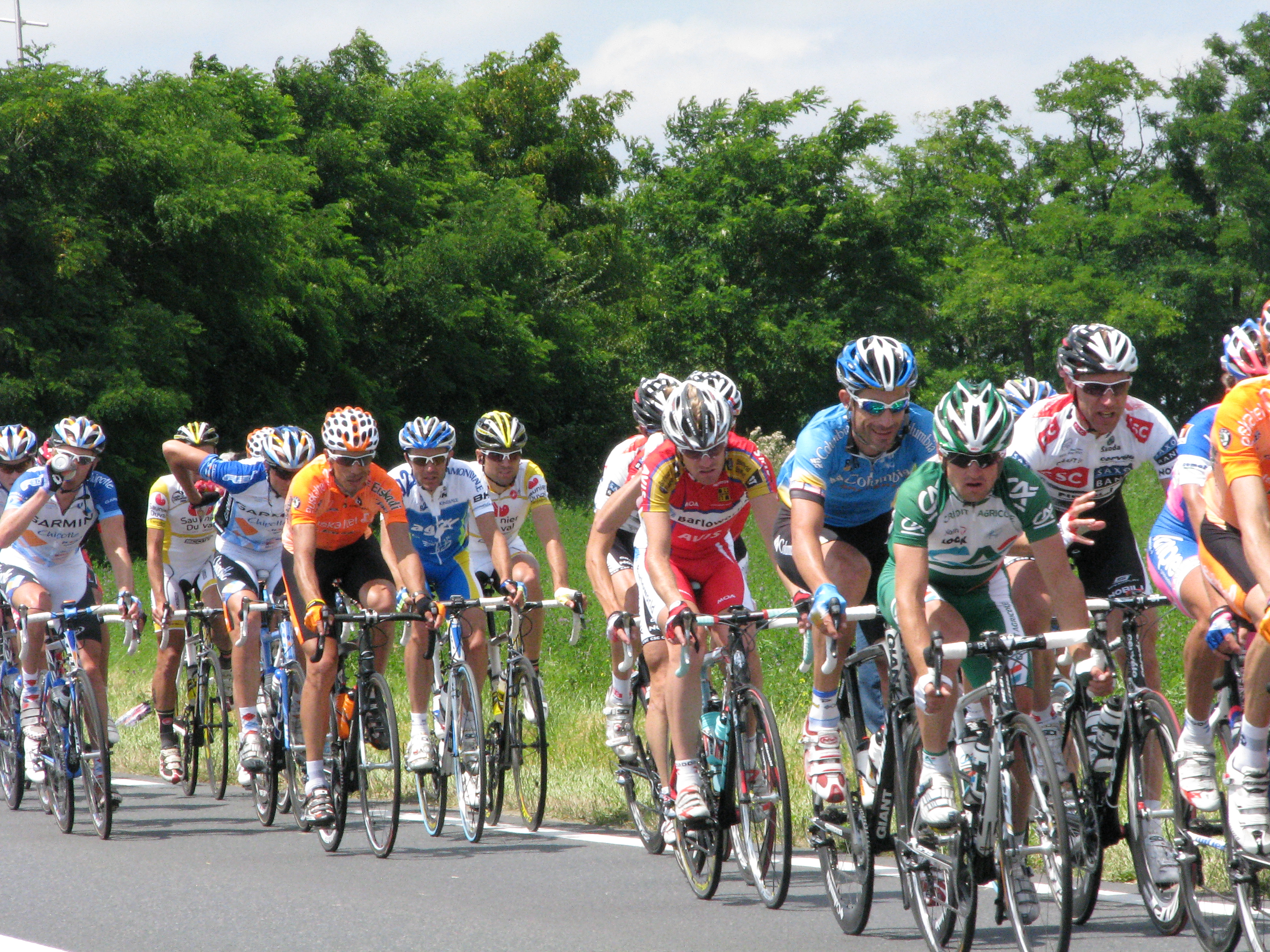
Le tour passe à Loudun

Trois coureurs se détachent au 11e kilomètre de l'étape : le champion de France Nicolas Vogondy (Agritubel), Florent Brard (Cofidis) et Lilian Jégou (La Française des jeux), déjà échappé lors de la première étape. Ils comptent jusqu'à 8 minutes et 15 secondes d'avance au premier sprint intermédiaire (km 33). Les équipes de sprinters et la Gerolsteiner limitent cependant cet écart à 7 minutes 40 au 60e kilomètre et le réduisent à 6 minutes à 100 kilomètres de l'arrivée.
Dans les trente derniers kilomètres, alors que le retard du peloton est inférieur à 2 minutes, Team Columbia, Crédit agricole, Liquigas et Gerolsteiner mènent la poursuite. La jonction s'effectue à moins de deux kilomètres de Châteauroux, mais Vogondy tente sa chance en attaquant à 1 500 mètres. Il parvient à résister jusqu'à quelques mètres de la ligne, dépassé par la tête du peloton. Le sprinteur britannique Mark Cavendish, emmené par ses coéquipiers George Hincapie, Kim Kirchen, Bernhard Eisel puis Gerald Ciolek jusqu'à 250 mètres de la ligne, s'extrait en dépassant Thor Hushovd et s'impose devant Óscar Freire et Erik Zabel. Il s'agit de la huitième victoire sur route de Cavendish en 2008 et de son premier succès sur le Tour de France.
La tête du classement général ne subit pas de modification, de même que le classement de la montagne. Kim Kirchen cède en revanche le maillot vert à Thor Hushovd, quatrième de l'étape.
Plusieurs chutes sont intervenues durant l'étape. Alejandro Valverde est tombé avec John Gadret, mais ne souffre que d'éraflures. Aurélien Passeron et Heinrich Haussler ont chuté en fin d'étape. Le lauréat du maillot à pois du Tour de France 2007 Mauricio Soler, souffrant au poignet depuis sa chute dans la 1re étape, a abandonné en début d'étape.

## Sprints intermédiaires
| Premier   | Lilian Jégou    | 6 pts. |
| Deuxième  | Nicolas Vogondy | 4 pts. |
| Troisième | Florent Brard   | 2 pts. |

| Premier   | Florent Brard   | 6 pts. |
| Deuxième  | Nicolas Vogondy | 4 pts. |
| Troisième | Lilian Jégou    | 2 pts. |

| - 3. Sprint intermédiaire du Grand-Pressigny (kilomètre 152) \| Premier \| Nicolas Vogondy \| 6 pts. \| \| Deuxième \| Florent Brard \| 4 pts. \| \| Troisième \| Lilian Jégou \| 2 pts. \| |                 |        |
| Premier | Nicolas Vogondy | 6 pts. |
| Deuxième | Florent Brard   | 4 pts. |
| Troisième | Lilian Jégou    | 2 pts. |

## Classement de l'étape
| Classement de la 5e étape | Classement de la 5e étape | Classement de la 5e étape | Classement de la 5e étape | Classement de la 5e étape |
|                           | Coureur                   | Pays                      | Équipe                    | Temps                     |
| ------------------------- | ------------------------- | ------------------------- | ------------------------- | ------------------------- |
| 1er                       | Mark Cavendish            | GBR                       | Team Columbia             | en 5 h 27 min 52 s        |
| 2e                        | Óscar Freire              | ESP                       | Rabobank                  | m.t.                      |
| 3e                        | Erik Zabel                | GER                       | Team Milram               | m.t.                      |
| 4e                        | Thor Hushovd              | NOR                       | Crédit agricole           | m.t.                      |
| 5e                        | Baden Cooke               | AUS                       | Barloworld                | m.t.                      |
| 6e                        | Robert Hunter             | RSA                       | Barloworld                | m.t.                      |
| 7e                        | Leonardo Duque            | COL                       | Cofidis                   | m.t.                      |
| 8e                        | Robbie McEwen             | AUS                       | Silence-Lotto             | m.t.                      |
| 9e                        | Francesco Chicchi         | ITA                       | Liquigas                  | m.t.                      |
| 10e                       | Julian Dean               | AUS                       | Garmin-Chipotle           | m.t.                      |
| modifier                  |                           |                           |                           |                           |

## Classement général
| Classement général | Classement général    | Classement général | Classement général | Classement général  |
|                    | Coureur               | Pays               | Équipe             | Temps               |
| ------------------ | --------------------- | ------------------ | ------------------ | ------------------- |
| 1er                | Stefan Schumacher     | GER                | Gerolsteiner       | en 19 h 32 min 33 s |
| 2e                 | Kim Kirchen           | LUX                | Team Columbia      | + 12 s              |
| 3e                 | David Millar          | GBR                | Garmin-Chipotle    | + 12 s              |
| 4e                 | Cadel Evans           | AUS                | Silence-Lotto      | + 21 s              |
| 5e                 | Fabian Cancellara     | SUI                | Team CSC Saxo Bank | + 33 s              |
| 6e                 | Christian Vande Velde | USA                | Garmin-Chipotle    | + 37 s              |
| 7e                 | George Hincapie       | USA                | Team Columbia      | + 41 s              |
| 8e                 | Thomas Lövkvist       | SWE                | Team Columbia      | + 47 s              |
| 9e                 | Vincenzo Nibali       | ITA                | Liquigas           | + 58 s              |
| 10e                | José Iván Gutiérrez   | ESP                | Caisse d'Épargne   | + 1 min 01 s        |
| modifier           |                       |                    |                    |                     |

## Classements annexes

### Classement par points
| Classement par points | Classement par points | Classement par points | Classement par points | Classement par points |
| --------------------- | --------------------- | --------------------- | --------------------- | --------------------- |
|                       | Coureur               | Pays                  | Équipe                | Point(s)              |
| 1er                   | Thor Hushovd          | NOR                   | Crédit agricole       | 88 points             |
| 2e                    | Óscar Freire          | ESP                   | Rabobank              | 85 pts                |
| 3e                    | Kim Kirchen           | LUX                   | Team Columbia         | 81 pts                |
| modifier              |                       |                       |                       |                       |

### Classement de la montagne
| Classement du meilleur grimpeur | Classement du meilleur grimpeur | Classement du meilleur grimpeur | Classement du meilleur grimpeur | Classement du meilleur grimpeur |
| ------------------------------- | ------------------------------- | ------------------------------- | ------------------------------- | ------------------------------- |
|                                 | Coureur                         | Pays                            | Équipe                          | Point(s)                        |
| 1er                             | Thomas Voeckler                 | FRA                             | Bouygues Telecom                | 19 points                       |
| 2e                              | Sylvain Chavanel                | FRA                             | Cofidis                         | 11 pts                          |
| 3e                              | Björn Schröder                  | GER                             | Team Milram                     | 9 pts                           |
| modifier                        |                                 |                                 |                                 |                                 |

### Classement du meilleur jeune
| Classement général du meilleur jeune | Classement général du meilleur jeune | Classement général du meilleur jeune | Classement général du meilleur jeune | Classement général du meilleur jeune |
|                                      | Coureur                              | Pays                                 | Équipe                               | Temps                                |
| ------------------------------------ | ------------------------------------ | ------------------------------------ | ------------------------------------ | ------------------------------------ |
| 1er                                  | Thomas Lövkvist                      | SWE                                  | Team Columbia                        | en 19 h 33 min 20 s                  |
| 2e                                   | Vincenzo Nibali                      | ITA                                  | Liquigas                             | + 11 s                               |
| 3e                                   | Maxime Monfort                       | BEL                                  | Cofidis                              | + 37 s                               |
| modifier                             |                                      |                                      |                                      |                                      |

### Classement par équipes
| Classement par équipes | Classement par équipes | Classement par équipes | Classement par équipes |
|                        | Équipe                 | Pays                   | Temps                  |
| ---------------------- | ---------------------- | ---------------------- | ---------------------- |
| 1re                    | Garmin-Chipotle        | États-Unis             | en 58 h 37 min 35 s    |
| 2e                     | Team Columbia          | États-Unis             | + 1 min 44 s           |
| 3e                     | Team CSC Saxo Bank     | Danemark               | + 2 min 35 s           |
| modifier               |                        |                        |                        |

### Combativité
Nicolas Vogondy (Agritubel)

## Abandon
Mauricio Soler (Barloworld)